# گتیک (رود)
گتیک (ارمنی: Գետիկ) رودی در ارمنستان که شاخه شرقی رود آغستف است. این رود از شیب شرقی خط الراس سوان در ارتفاع ۲۴۵۰ متری در نزدیکی نوک قله کاشاتاغ سرچشمه می‌گیرد و به رود کورا می‌پیوندد. میانگین شیب آن در حدود ۳۱.۹ متر/کیلومتر می باشد. از آب آن در آبیاری زمین‌های کشاورزی استفاده می‌شود.
در ساحل جریان بالای رودخانه شهر چامباراک، و در ساحل جریان پایین آن شکارگاه دیلیجان واقع شده است.

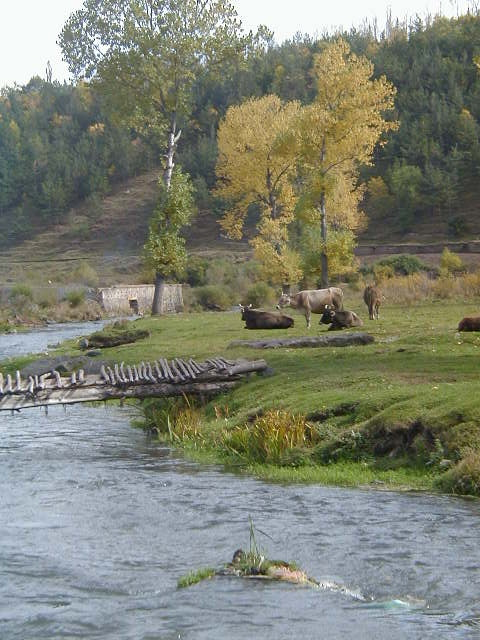